# Morgan Scott Peck
Morgan Scott Peck (23. května 1936, New York, USA – 25. září 2005, Connecticut, USA) byl americký psychiatr a spisovatel. Nejvíce jej proslavila jeho první kniha Nevyšlapanou cestou (The Road Less Traveled), které se ve více než 20 jazycích prodalo přes 10 miliónů kusů.

## Život
Vystudoval Harvardovu univerzitu, studia ukončil v roce 1958. O pět let později absolvoval lékařskou fakultu. Jako psychiatr nejprve sloužil u americké armády, posléze si zřídil vlastní psychiatrickou ordinaci. V roce 1984 se přičinil o založení neziskové vzdělávací Nadace na podporu komunity.
V roce 1980 vstoupil do Americké episkopální církve, později se stal vyznavačem hnutí New Age a budil pozornost svým nekonvenčním přístupem k víře.
Poprvé se oženil v roce 1959, z manželství se narodily tři děti. Rok před svou smrtí se rozvedl a znovu oženil.
Na sklonku života onemocněl Parkinsonovou chorobou a rakovinou.

## Dílo
Ve svých knihách Scott Peck kombinoval zkušenosti z psychiatrické profese s duchovními aspekty života.
- Nevyšlapanou cestou - v knize se zabývá novou psychologií lásky, tradičních hodnot a duchovního růstu
- Dále nevyšlapanou cestou - zkoumá souvislosti duchovního života a sexuality
- Lidé lži - zabývá se projevy a podstatou lidského zla, které zkoumá jak z hlediska klinické psychologie a psychiatrie, tak z hlediska morálního
- V jiném rytmu - popisuje společenství a jeho vývojové fáze: peseudospolečenství, chaos, prázdnota, společenství. Vše je podloženo příklady z autorova života nebo okolí. Přestože je český překlad porevoluční, autorův popis polarizovaného světa na Ameriku a Rusko není úplně bezpředmětný, slouží jako názorný příklad
- Nevyšlapaná cesta nekončí
- Postel u okna - román z léčebny pro přestárlé a dlouhodobě nemocné, kde je spáchána bizarní vražda. Mladý detektiv postupně odhaluje vztahy mezi jednotlivými postavami a zjišťuje, že i v místě jako je toto, existuje láska, sex, touha, naděje, ale i zlo a nenávist
- Jako v nebi tak na zemi - tematika posmrtného života, podaná ve fiktivním příběhu Peckovy vlastní smrti. Při popisu onoho světa vychází volně z biblických představ